# Indische Frauen-Cricket-Nationalmannschaft
Die indische Frauen-Cricket-Nationalmannschaft (englisch India women’s national cricket team, abgekürzt India W oder India W; Hindi भारतीय महिला क्रिकेट टीम), deren Spielerinnen auch unter dem Spitznamen Women in Blue bekannt sind, vertritt Indien als Frauen-Nationalmannschaft auf internationaler Ebene in der Sportart Cricket. Das Team wird vom Board of Control for Cricket in India (BCCI) geleitet und ist seit 1976 Vollmitglied im International Cricket Council. Die Mannschaft besitzt somit WTest-Status.
Indien bestritt seinen ersten WTest 1976 gegen die West Indies. Die größten Erfolge bisher sind das zweimalige Erreichen des Finales beim Women’s Cricket World Cup (2005 und 2017) und einmal beim T20 World Cup (2020) sowie sieben Titel beim Women’s Asia Cup (2004, 2005–06, 2006, 2008 und 2012, 2016 und 2022). Zwei ehemalige indische Spielerinnen wurden in die ICC Cricket Hall of Fame aufgenommen.

## Geschichte

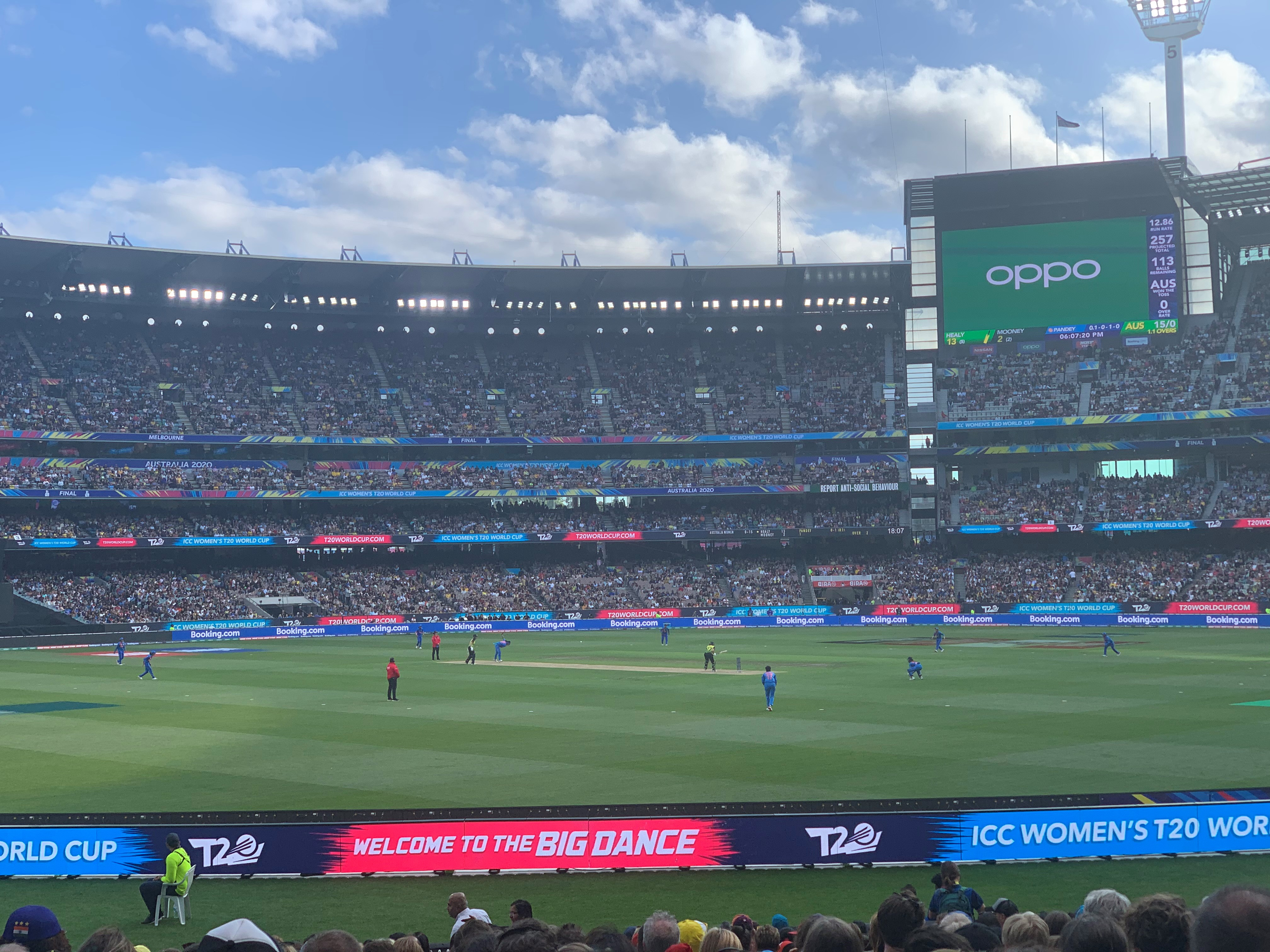
Finale des T20 World Cup 2020 zwischen Australien und Indien

Die Geschichte des organisierten Cricket Spiels in Indien begann 1973 mit der Gründung der Women’s Cricket Association of India (WCAI) in Lucknow unter dem Vorsitz von Begum Hamida Habibullah. Im gleichen Jahr wurde die Organisation vom International Women’s Cricket Council anerkannt. 1978 wurde die WCAI auch von der indischen Regierung anerkannt. Zunächst wurden innerhalb Indiens Turniere zwischen Mannschaften einzelner Bundesstaaten organisiert. Bald kamen Turniere für Universitätsmannschaften der Frauen und Juniorturniere hinzu. Die ersten internationalen Turniere wurden 1975 als Matches gegen die australische U-25 Mannschaft ausgetragen. 1976 gewann die indische Cricket-Nationalmannschaft der Frauen ihr erstes WTest Matches gegen die West Indies. 1995 nahm die indische Mannschaft an den Hundertjahrfeiern für Cricket in Neuseeland teil und gewann dort ihre erste WODI-Serie. Die indische Regierung belohnte die herausragenden Erfolge einzelner Spielerinnen mit dem Arjuna Award, namentlich Shanta Rangaswamy (1976), Diana Edulji (1983), Shubhangi Kulkarni (1985) und Sandhya Agarwal (1986). Die indische Frauen-Cricket-Nationalmannschaft nahm an den Women’s Cricket World Cups 1978, 1982, 1993 und 1997 teil. Der World Cup 1978 wurde von der WCAI veranstaltet, auch 1997 war Indien das Gastgeberland.
Ab den 2000er Jahren konnte sich Indien als feste Größe im internationalen Frauen-Cricket etablieren. So erreichten sie 2005 und 2017 den 2. Platz bei der Weltmeisterschaft, ebenso wie 2020 beim T20 World Cup.

## Organisation
Das Board of Control for Cricket in India (BCCI) wurde 1928 gegründet und ist verantwortlich für die Organisation des Cricket in Indien. Seit dem 31. Mai 1926 ist Indien Vollmitglied im International Cricket Council (ICC). 1983 war der indische Verband außerdem Gründungsmitglied der Asian Cricket Conference (ACC; heute Asian Cricket Council).
Das Board of Control for Cricket in India stellt die Indien vertretenen Cricket-Nationalmannschaften, einschließlich der für die Männer, Frauen und Jugend, zusammen. Er ist außerdem verantwortlich für die Durchführung von WTest-, WODI- und WTwenty20-Serien gegen andere Nationalmannschaften sowie die Organisation von Heimspielen und -turnieren.
Kinder und Jugendliche werden bereits in der Schule an den Cricketsport herangeführt und je nach Interesse und Talent beginnt dann die Ausbildung. Wie andere Cricketnationen verfügt Indien über eine U-19-Nationalmannschaft, die an der entsprechenden Weltmeisterschaft teilnimmt.

## Spielerinnen

### Bekannte Spielerinnen
Zwei ehemalige indische Spielerinnen wurden aufgrund ihrer herausragenden Leistungen in die ICC Cricket Hall of Fame aufgenommen:
| Spielerin    | Position    | Aufnahme |
| ------------ | ----------- | -------- |
| Diana Edulji | All-rounder | 2023     |
| Neetu David  | Bowler      | 2024     |

### Spielerstatistiken
Insgesamt haben für Indien 94 Spieler WTests, 156 Spieler WODIs und 88 Spieler WTwenty20s gespielt. Im Folgenden sind die Spielerinnen aufgeführt, die für die indische Mannschaft die meisten Runs und Wickets erzielt haben.

#### Runs
| WTest                  | WTest                  | WTest                  | WTest                  | WODI                   | WODI                   | WODI                   | WODI                   | WTwenty20              | WTwenty20              | WTwenty20              | WTwenty20              |
| Spieler                | Zeitraum               | WTests                 | Runs                   | Spieler                | Zeitraum               | WODIs                  | Runs                   | Spieler                | Zeitraum               | WTwenty20s             | Runs                   |
| ---------------------- | ---------------------- | ---------------------- | ---------------------- | ---------------------- | ---------------------- | ---------------------- | ---------------------- | ---------------------- | ---------------------- | ---------------------- | ---------------------- |
| Sandhya Agarwal        | 1984–1995              | 13                     | 1.110                  | Mithali Raj            | 1999–2022              | 232                    | 7.805                  | Smriti Mandhana        | 2013–heute             | 153                    | 3.982                  |
| Shantha Rangaswamy     | 1976–1991              | 16                     | 0750                   | Smriti Mandhana        | 2013–heute             | 105                    | 4.588                  | Harmanpreet Kaur       | 2009–heute             | 182                    | 3.654                  |
| Shubhangi Kulkarni     | 1976–1991              | 19                     | 0700                   | Harmanpreet Kaur       | 2009–heute             | 149                    | 4.069                  | Jemimah Rodrigues      | 2018–heute             | 112                    | 2.375                  |
| Mithali Raj            | 2002–2021              | 12                     | 0699                   | Anjum Chopra           | 1995–2012              | 127                    | 2.856                  | Mithali Raj            | 2006–2019              | 089                    | 2.364                  |
| Smriti Mandhana        | 2014–heute             | 07                     | 0629                   | Deepti Sharma          | 2014–heute             | 109                    | 2.392                  | Shafali Verma          | 2019–heute             | 090                    | 2.221                  |
| Stand: 10. August 2025 | Stand: 10. August 2025 | Stand: 10. August 2025 | Stand: 10. August 2025 | Stand: 10. August 2025 | Stand: 10. August 2025 | Stand: 10. August 2025 | Stand: 10. August 2025 | Stand: 10. August 2025 | Stand: 10. August 2025 | Stand: 10. August 2025 | Stand: 10. August 2025 |

#### Wickets
| WTest                  | WTest                  | WTest                  | WTest                  | WODI                   | WODI                   | WODI                   | WODI                   | WTwenty20              | WTwenty20              | WTwenty20              | WTwenty20              |
| Spieler                | Zeitraum               | WTests                 | Wickets                | Spieler                | Zeitraum               | WODIs                  | Wickets                | Spieler                | Zeitraum               | WTwenty20s             | Wickets                |
| ---------------------- | ---------------------- | ---------------------- | ---------------------- | ---------------------- | ---------------------- | ---------------------- | ---------------------- | ---------------------- | ---------------------- | ---------------------- | ---------------------- |
| Diana Edulji           | 1976–1991              | 20                     | 63                     | Jhulan Goswami         | 2002–2022              | 204                    | 255                    | Deepti Sharma          | 2016–heute             | 129                    | 147                    |
| Shubhangi Kulkarni     | 1976–1991              | 19                     | 60                     | Neetu David            | 1995–2008              | 097                    | 141                    | Radha Yadav            | 2018–heute             | 089                    | 103                    |
| Jhulan Goswami         | 2002–2021              | 12                     | 44                     | Deepti Sharma          | 2014–heute             | 109                    | 136                    | Poonam Yadav           | 2013–2022              | 072                    | 098                    |
| Neetu David            | 1995–2006              | 10                     | 41                     | Nooshin Al Khadeer     | 2002–2012              | 078                    | 100                    | Rajeshwari Gayakwad    | 2014–2023              | 058                    | 061                    |
| Shashi Gupta           | 1984–1991              | 13                     | 25                     | Rajeshwari Gayakwad    | 2014–2022              | 064                    | 099                    | Renuka Singh           | 2021–2024              | 054                    | 058                    |
| Stand: 10. August 2025 | Stand: 10. August 2025 | Stand: 10. August 2025 | Stand: 10. August 2025 | Stand: 10. August 2025 | Stand: 10. August 2025 | Stand: 10. August 2025 | Stand: 10. August 2025 | Stand: 10. August 2025 | Stand: 10. August 2025 | Stand: 10. August 2025 | Stand: 10. August 2025 |

### Mannschaftskapitäninnen
Bisher haben insgesamt zwölf Spielerinnen als Kapitänin für Indien bei einem WTest fungiert, 14 für ein WODI und fünf für ein WTwenty20.
| WTest | WTest              | WTest      | WODI               | WODI       | WTwenty20        | WTwenty20  |
| Nr.   | Name               | Zeitraum   | Name               | Zeitraum   | Name             | Zeitraum   |
| ----- | ------------------ | ---------- | ------------------ | ---------- | ---------------- | ---------- |
| 1     | Shantha Rangaswamy | 1976–1984  | Diana Edulji       | 1978–1993  | Mithali Raj      | 2006–2016  |
| 2     | Diana Edulji       | 1985–1986  | Shantha Rangaswamy | 1982–1984  | Jhulan Goswami   | 2008–2015  |
| 3     | Nilima Jogalekar   | 1985       | Shubhangi Kulkarni | 1986       | Anjum Chopra     | 2012       |
| 4     | Shubhangi Kulkarni | 1986–1991  | Purnima Rau        | 1995       | Harmanpreet Kaur | 2012–heute |
| 5     | Sandhya Agarwal    | 1991       | Pramila Bhatt      | 1995–1997  | Smriti Mandhana  | 2019–2025  |
| 6     | Purnima Rau        | 1995       | Chanderkanta Kaul  | 1999       |                  |            |
| 7     | Pramila Bhatt      | 1995       | Anju Jain          | 2000       |                  |            |
| 8     | Chanderkanta Kaul  | 1999       | Anjum Chopra       | 2002–2012  |                  |            |
| 9     | Anjum Chopra       | 2002       | Mamatha Maben      | 2003–2004  |                  |            |
| 10    | Mamatha Maben      | 2003       | Mithali Raj        | 2004–2022  |                  |            |
| 11    | Mithali Raj        | 2005–2021  | Jhulan Goswami     | 2008–2011  |                  |            |
| 12    | Harmanpreet Kaur   | 2023–heute | Rumeli Dhar        | 2008       |                  |            |
| 13    |                    |            | Harmanpreet Kaur   | 2013–heute |                  |            |

## Bilanz
Die Mannschaft hat die folgenden Bilanzen gegen die anderen Vollmitglieder des ICC im WTest-, WODI- und WTwenty20-Cricket (Stand: 10. August 2025).
| Gegner      | WTests | WTests | WTests | WTests | WTests | WODIs | WODIs | WODIs | WODIs | WODIs | WTwenty20s | WTwenty20s | WTwenty20s | WTwenty20s | WTwenty20s |
| Gegner      | Sp.    | S      | U      | N      | R      | Sp.   | S     | U     | N     | NR    | Sp.        | S          | U          | N          | NR         |
| ----------- | ------ | ------ | ------ | ------ | ------ | ----- | ----- | ----- | ----- | ----- | ---------- | ---------- | ---------- | ---------- | ---------- |
| Australien  | 11     | 1      | 0      | 4      | 6      | 56    | 10    | 0     | 46    | 0     | 35         | 7          | 1          | 26         | 1          |
| Bangladesch | 0      | 0      | 0      | 0      | 0      | 8     | 6     | 1     | 1     | 0     | 23         | 20         | 0          | 3          | 0          |
| England     | 15     | 3      | 0      | 1      | 11     | 79    | 36    | 0     | 41    | 2     | 35         | 11         | 0          | 24         | 0          |
| Irland      | 0      | 0      | 0      | 0      | 0      | 15    | 15    | 0     | 0     | 0     | 2          | 2          | 0          | 0          | 0          |
| Neuseeland  | 6      | 0      | 0      | 0      | 6      | 57    | 22    | 1     | 34    | 0     | 14         | 4          | 0          | 10         | 0          |
| Pakistan    | 0      | 0      | 0      | 0      | 0      | 11    | 11    | 0     | 0     | 0     | 16         | 13         | 0          | 3          | 0          |
| Sri Lanka   | 0      | 0      | 0      | 0      | 0      | 35    | 31    | 0     | 3     | 1     | 26         | 20         | 0          | 5          | 1          |
| Südafrika   | 0      | 0      | 0      | 0      | 0      | 33    | 20    | 0     | 12    | 1     | 19         | 10         | 0          | 6          | 3          |
| West Indies | 6      | 1      | 0      | 1      | 4      | 29    | 24    | 0     | 5     | 0     | 24         | 15         | 0          | 9          | 0          |

## Internationale Turniere

### Women’s Cricket World Cup
- 1973: nicht teilgenommen
- 1978: 4. Platz
- 1982: 4. Platz
- 1988: nicht teilgenommen
- 1993: 4. Platz
- 1997: Halbfinale
- 2000: Halbfinale
- 2005: 2. Platz
- 2009: 3. Platz
- 2013: 7. Platz
- 2017: 2. Platz
- 2022: 5. Platz
- 2025: qualifiziert
- 2029: noch ausstehend

### Women’s T20 World Cup
- 2009: Halbfinale
- 2010: Halbfinale
- 2012: Vorrunde
- 2014: Vorrunde
- 2016: Vorrunde
- 2018: Halbfinale
- 2020: 2. Platz
- 2023: Halbfinale
- 2024: Vorrunde
- 2026: noch ausstehend
- 2028: noch ausstehend

### Women’s Asia Cup
- 2004: Sieger
- 2005/06: Sieger
- 2006: Sieger
- 2008: Sieger
- 2012: Sieger
- 2016: Sieger
- 2018: 2. Platz
- 2022: Sieger
- 2024: 2. Platz